# Teodora Angelina
Teodora Angelina (grško grško Θεοδώρα Αγγελίνα, Theodóra Angelína) je bila žena vojvode Leopolda VI. Avstrijskega in kot taka vojvodinja Štajerske in Avstrije, * 1190, Konstantinopel, Bizantinsko cesarstvo, 22./23. junij 1246, Kahlenberg, Spodnja Avstrija.
Kot otroka jo je njen stari oče, cesar Aleksej III. Angel, izkoristil kot politično orodje za pridobitev zvestobe regionalnih veljakov Ivanka in Dobromirja Hriza in jo zaročil ali poročil z enim in nato z drugim. Njene zaroke ali poroke z njima so bile razveljavljene, ker je cesar oba aretiral.

## Prepoznavanje
Znanstveniki že dolgo razpravljajo o identiteti druge žene Leopolda VI. V srednjeveških virih je zapisano le njeno ime Teodora in da je bila vnukinja bizantinskega cesarja (Theodoram neptam regis Graecorum duxit uxorem, Theodoram neptem regis Grecie). Sodobni učenjaki, začenši z Georgom Juričem leta 1894, so imeli različna mnenja o tem, kdo je bil ta cesar. Nekateri so menili, da je bila Teodora vnukinja Izaka II. Angela (vladal 1185–1195, 1203–1204), medtem ko so drugi menili, da je bil to Aleksej III. Angel (vladal  1195–1203). Tretji  izraza neptis niso razlagali kot vnukinja, temveč kot nečakinja ali celo pranečakinja, kar je bil v srednjem veku pogostejši pomen besede.
Zdaj je dokončno prepoznana kot hči Izaka Komnena Vataca, vnuka bizantinskega generala Teodorja Vataca in porfirogenete princese Evdokije Komnene, hčerke cesarja Ivana II. Komnena (vladal 1118–1143) in Ane Komnene Angeline, druge hčerke cesarja Alekseja III. Angela.

## Življenje
Angelina je bila rojena okoli leta 1190.

### Zaroka z Ivankom in Dobromirjem Hrizom
Ob prihodu Alekseja III. Angela leta 1195 na bizantinski prestol je bil njen oče povišan v čin sebastokratorja. Poleti izstega leta je bil med pohodom proti bolgarskim upornikom pod vodstvom Ivana Asena I. ujet in zaprt v bolgarski prestolnici Veliko Trnovo, kjer je spomladi 1196 umrl.
Po eni od zgodbi, ki jo je posredoval sodobni kronist Niketa Honiat, je Izak sodeloval pri atentatu na Ivana Asena I., ki ga je izvedel nezadovoljni bolgarski bojar Ivanko. Izak naj bi Ivanku obljubil Teodorino roko v zameno za carjevo smrt. Izak je pred Asenovim umorom umrl. Ko je Ivanko Asena ubil in pobegnil na bizantinski dvor, kjer je vstopil v cesarsko službo, ga je cesar Aleksej III. zaročil s Teodoro, da bi utrdil njegovo zvestobo. Ker je bila Teodora takrat še majhen otrok, zakon, če je sploh kdaj obstajal, ni bil nikoli sklenjen. Teodora je ostala v Konstantinoplu, medtem ko se je Ivanko leta 1199 uprl, a so ga z zvijačo ujeli in zaprli.
Kmalu zatem je Aleksej III. Teodoro izrabil za pridobitev zvestobe drugega regionalnega balkanskega vojskovodje Dobromirja Hriza, ki se je leta 1201 uprl skupaj z nezadovoljnim bizantinskim generalom Manuelom Kamicom. Hriz je bil že poročen s Kamicovo hčerko, vendar je brez težav sprejel cesarjevo ponudbo in cesarjevim silam predal trdnjavi Pelagonija (sodobna Bitola) in Prilep, ki ju je zavzel. Aleksej III. je kmalu zatem tudi njega ujel in zaprl.

### Poroka z Leopoldom VI. Avstrijskim in otroci
Teodora se je leta 1203 poročila z daljnjim sorodnikom, avstrijskim vojvodom Leopoldom VI. Kmalu po  Leopoldovi smrti leta 1230 je Teodora vstopila v samostan Klosterneuburg v Spodnji Avstriji, kjer je junija 1246 umrla, domnevno zaradi žalosti po smrti sina Friderika II. v bitki z Madžari.
Leopold in Teodora sta imela sedem otrok:
- Margareto (1204 – 29. oktober 1266), poročeno s Henikom VII. Nemškim,[24] najstarejšim sinom cesarja Friderika II.; po njegovi smrti se je poročila z Otokarjem II. Češkim.[25]
- Nežo (19. februar 1205 – 29. avgust 1226), poročeno z  Albertom I. Saškim.[26]
- Leopolda (1207–1216), umrlega po padcu z drevesa.[26]
- Henrika II. Mödlinškega (1208 – 28. november 1228,[27], poročenega z Nežo Turingijsko.[26] Njuna edinka Gertruda je po smrti svojega strica postala glavna dedinja Babenberžanov.
- Gertrudo (1210–1241), poročeno s turingijskim  deželnim grofom  Henrikom Raspejem.[26]
- Friderika II. Avstrijskega (25. april 1211 – 15. junij 1246), vojvodo Avstrije. [26]
- Konstancijo (6.april 1212 – 5. junij 1243), poročeno z meissenskim mejnim grofom Henrikom III.[26]